# Susann Müller
Susann Müller (nascida em 26 de maio 1988) é uma handebolista da Alemanha. Ela defendeu seu país no Campeonato Mundial de Handebol Feminino de 2013 na Sérvia.